# Xã Dodds, Quận Nelson, Bắc Dakota
Xã Dodds (tiếng Anh: Dodds Township) là một xã thuộc quận Nelson, tiểu bang Bắc Dakota, Hoa Kỳ. Năm 2010, dân số của xã này là 44 người.